# Forte Santa Tecla (Sanremo)
Il forte di santa Tecla è, per dimensioni e storia, il più importante edificio di Sanremo.
Dal dicembre 2014 il Ministero per i beni e le attività culturali lo gestisce tramite il Polo museale della Liguria, nel dicembre 2019 divenuto Direzione regionale Musei Liguria Archiviato il 12 maggio 2023 in Internet Archive.

## Descrizione
Il Forte Santa Tecla fu edificato negli anni 1755-56, su progetto di Giacomo De Sicre e Alberto Medoni, per disposizione della Repubblica di Genova, non con scopi difensivi bensì per “tenere a dovere i sanremesi”. L’iniziativa era stata intrapresa a seguito dell’insurrezione popolare del 1753 scatenata dalla decisione di Genova di separare Sanremo dalla Colla.
I rivoltosi, disarmati i soldati e imprigionato il Commissario Giuseppe Doria con la sua famiglia, non avevano trovato un’intesa con le città vicine né l’appoggio dei Savoia e avevano finito con l’arrendersi al generale Agostino Pinelli, ingannati da un presunto atto di clemenza di Genova. Era seguita un’aspra repressione con arresti e sentenze capitali, tasse e confische di beni, soprusi, violenze ed umiliazioni.
Lo stesso Pinelli, spregiudicato e spietato nella trattativa di resa e poi nel governo della città, propose a Genova la costruzione di una fortezza per domare la popolazione ribelle. Il suo successore F. Maria Sauli, altrettanto duro ed aggressivo, approvò il progetto del forte e, prima di lasciare il governo della Città, nel 1754 dispose la demolizione delle tredici case di Pian di Nava per far posto alla nuova costruzione, risparmiando tuttavia la Torre della Marina, eretta nel 1563 nell’ambito del sistema difensivo costiero, che sarebbe stata inglobata nel forte.
Gaetano Doria, succeduto al Sauli, pose la prima pietra del forte il 6 luglio 1755, ma i Sanremesi disertarono la cerimonia, andando quindi in processione all’eremo di San Romolo e si rifiutarono di collaborare alla costruzione della fortezza. Le maestranze arrivarono da fuori e i materiali edilizi giunsero via mare da Civitavecchia. Furono impiegate anche le pietre dell’antico Castello della Pigna (secolo IX) posto sulla sommità della Costa, che il Sauli aveva fatto demolire nel 1754 per indebolire le difese della città.
Il forte, a pianta triangolare e bastionato sui vertici, è un tipico esempio di architettura militare del settecento, uno dei pochi rimasti intatti sulla costa ligure. Si sviluppa su tre piani: il piano terra comprende l’alloggio del Comandante, i magazzini, la cappella e la cisterna; il primo piano, gli alloggi per il sergente e il cappellano, i quartieri della guarnigione e la polveriera; il secondo piano gli alloggi per due capitani, un quartiere per i soldati, i magazzini e le batterie, due rivolte verso terra ed uno verso mare. La potenzialità del forte era di 16 pezzi d’artiglieria, disposti su baluardi anteriori e di altri 5 più piccoli sul bastione posteriore. Il contingente militare era composto da due compagnie di 40 uomini ciascuna.
Il Forte Santa Tecla svolse ancora il suo ruolo nel periodo napoleonico, nell’ambito del sistema difensivo costiero: vi furono collocati alcuni pezzi di artiglieria.
Dopo il 1815, con l’annessione della Liguria al Regno di Sardegna, il forte fu utilizzato come caserma rimanendo tuttavia simbolo della fermezza e dell’autorità di Genova sulla Riviera di Ponente.
In epoca unitaria, nel 1864, il forte fu adattato a Carcere Giudiziario, conservando pur tuttavia intatto l’impianto originario.
Dal 1997, con la costruzione della nuova Casa Circondariale nella Valle Armea, il forte è stato finalmente liberato da un uso divenuto improprio, determinando le condizioni per il restauro e la valorizzazione dell’importante complesso – su progetto della Soprintendenza per i beni architettonici e per il paesaggio della Liguria – finalizzati all’apertura al pubblico e a promuovere una serie di attività culturali.
Nel 2021 è stato siglato un nuovo protocollo di intesa con il Comune di Sanremo per la gestione del sito.

## Scopri il Forte[1]
Forte Santa Tecla venne costruito tra il 1755 ed il 1756 dalla Repubblica di Genova, per meglio controllare la popolazione sanremese che nel 1753 era insorta contro il dominio genovese.
La dotazione difensiva del forte era di 16 pezzi d’artiglieria, disposti sui baluardi anteriori e di altri 5, più piccoli, sul bastione meridionale. Il Nostro Forte rimase nella sua funzione di presidio fino alla caduta della Repubblica di Genova e la costituzione della Repubblica Ligure nel 1797.
Dal 1815 Il Forte venne adibito a Caserma della Fanteria del Regno di Sardegna e, poco dopo, nel 1835 a Caserma del Corpo dei Bersaglieri, appena costituito.
Nel 1864 le mutate esigenze strategiche fecero perdere qualsiasi interesse per una presenza militare a Sanremo e così nel 1864 il Forte venne adibito a carcere con i bersaglieri che ne mantennero il presidio per i primi anni, mantenendo tale funzione fino al 1997.